# Huascaromusca aeneiventris
Huascaromusca aeneiventris är en tvåvingeart som beskrevs av Christian Rudolph Wilhelm Wiedemann 1830. Huascaromusca aeneiventris ingår i släktet Huascaromusca och familjen spyflugor. Inga underarter finns listade i Catalogue of Life.